# Frederick Gowland Hopkins

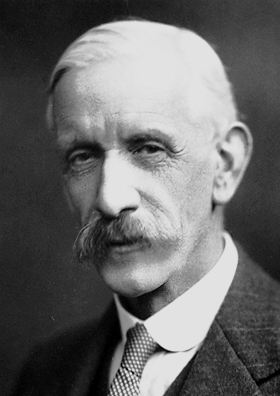
Frederick Gowland Hopkins

Sir Frederick Gowland Hopkins (* 20. Juni 1861 in Eastbourne, Sussex; † 16. Mai 1947 in Cambridge) war ein britischer Chemiker, Mediziner, Biochemiker und Nobelpreisträger.
Hopkins gilt als Begründer der Vitaminforschung. In der Milch entdeckte er die Vitamine A und B. Bei den Aminosäuren entdeckte er Glutathion und Tryptophan.

## Leben und Werk
Hopkins studierte nach einer Tätigkeit als Versicherungsangestellter und Absolvierung einer Chemikerlehre ab 1882 Chemie an der Royal School of Mines in London und machte 1887 seinen Abschluss als Externer an der Universität London, während er schon ab 1883 Assistent am Guy’s Hospital war, wo er bei Sir Thomas Stevenson, einem Gerichtschemiker des britischen Innenministeriums und Toxikologen, arbeitete. Es folgte 1888 ein Medizinstudium an der Medical School des Guy´s Hospital mit dem Bachelor of Medicine (MB) 1894 an der Universität London. Er lehrte am Guy´s Hospital und ab 1898 als Dozent für chemische Physiologie (heute als Biochemie bezeichnet) an der Universität Cambridge. 1902 wurde er dort promoviert (D. Sc.), 1910 außerordentlicher und 1914 ordentlicher Professor für Biochemie.
Anfangs befasste er sich mit Pigmenten von Schmetterlingen (Pterine) und entwickelte 1891 eine verbesserte Methode zu Harnsäurebestimmung. Ab 1897 befasste er sich mit der Rolle von Proteinen bei der Ernährung und erkannte, das eine bestimmte Aminosäurezusammensetzung nötig war, besonders was Tryptophan und Tyrosin anbelangte. Arginin und Histidin waren dagegen austauschbar. Als erster Wissenschaftler sprach er 1906 deutlich aus, dass jedes Tier neben reinen Eiweißen, Fetten und Kohlehydraten, selbst bei Ergänzung durch notwendige anorganische Salze, weitere Stoffe zum Gedeihen benötigt. In seinen 1912 veröffentlichten Ergebnissen zeigte er, dass bestimmte Nahrungsbestandteile (Vitamine) unbedingt in der Ernährung nötig sind, eine Erkenntnis, die sich durch seine Arbeit allgemein durchsetzte.
Mit Walter Morley Fletcher untersuchte er ab 1907 den Stoffwechsel von Muskeln und zeigte den Zusammenhang von Muskelbelastung, Milchsäureproduktion und Sauerstoffversorgung. 1921 erkannte er die Bedeutung von Glutathion als Redoxsystem im Stoffwechsel des Körpers.
1905 wurde er als Mitglied („Fellow“) in die Royal Society gewählt, die ihm 1918 die Royal Medal und 1926 die Copley-Medaille verlieh. 1924 wurde er in die National Academy of Sciences, 1927 in die Royal Society of Edinburgh und 1928 zum auswärtigen Mitglied der Göttinger Akademie der Wissenschaften gewählt. Für die Entdeckung der wachstumsfördernden Vitamine erhielt er 1929 gemeinsam mit Christiaan Eijkman den Nobelpreis für Physiologie oder Medizin. Im Jahr 1932 wurde er zum Mitglied sowie Ehrenmitglied der Leopoldina gewählt. 1937 wurde er in die American Philosophical Society aufgenommen.
Hopkins war ein Mitglied im Bund der Freimaurer (Aesculapius Lodge No. 2410).
2000 wurde der Asteroid (9677) Gowlandhopkins nach ihm benannt. Das UK Antarctic Place-Names Committee benannte bereits am 7. Juli 1959 den antarktischen Hopkins-Gletscher und 2016 auch die Hopkins Cove nach ihm.
Seine Tochter war die Archäologin und Autorin Jacquetta Hawkes.

## Schriften
- Food Economy in Wartime. 1915
- The Earlier History of Vitamin Research. 1930
- Chemistry and Life. 1933